# Euphorbia kuwaleana
Euphorbia kuwaleana är en törelväxtart som beskrevs av Otto Degener och Earl Edward Sherff.
Euphorbia kuwaleana ingår i släktet törlar och familjen törelväxter. IUCN kategoriserar arten globalt som starkt hotad. Inga underarter finns listade i Catalogue of Life.

## Bildgalleri

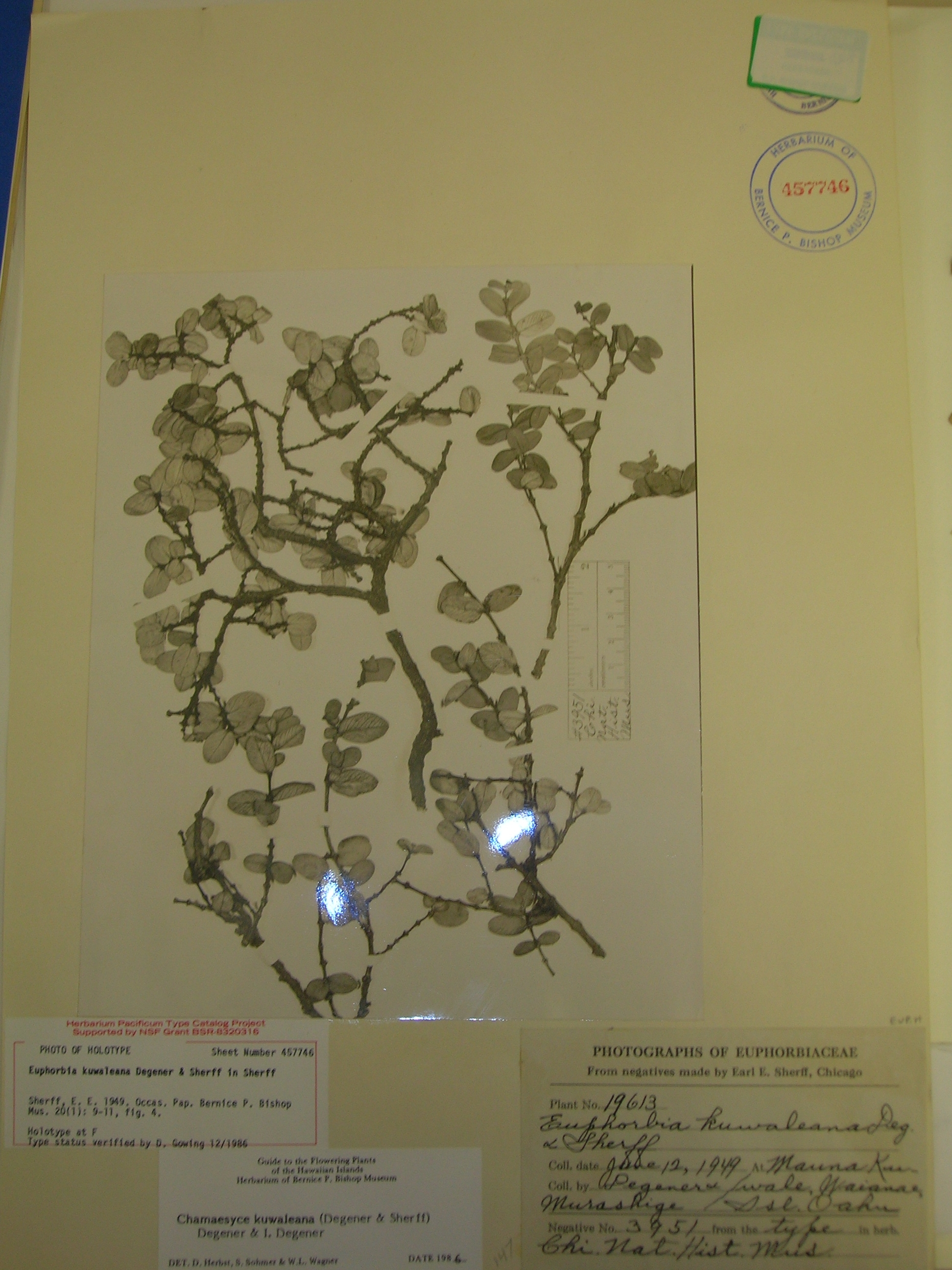
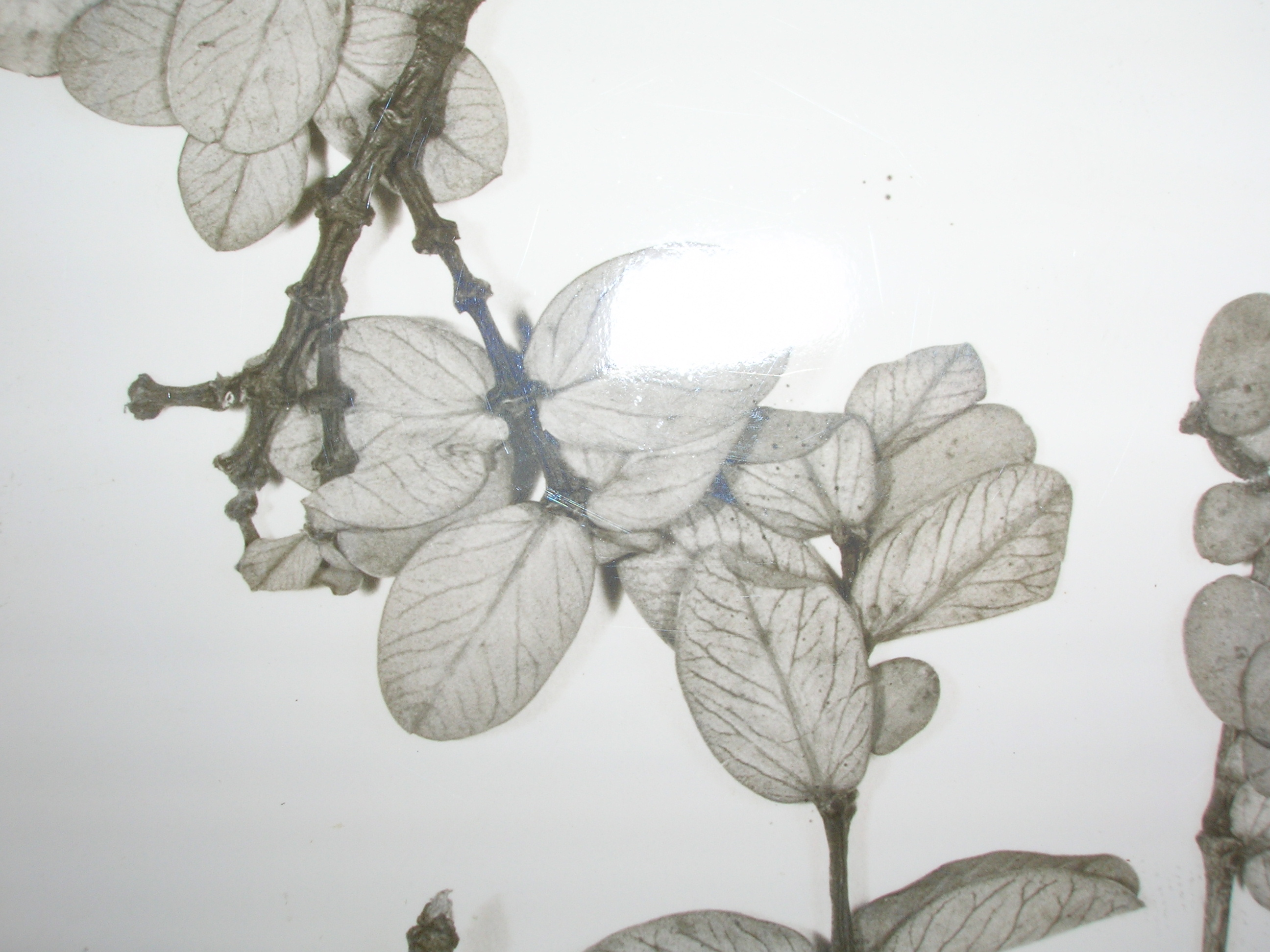
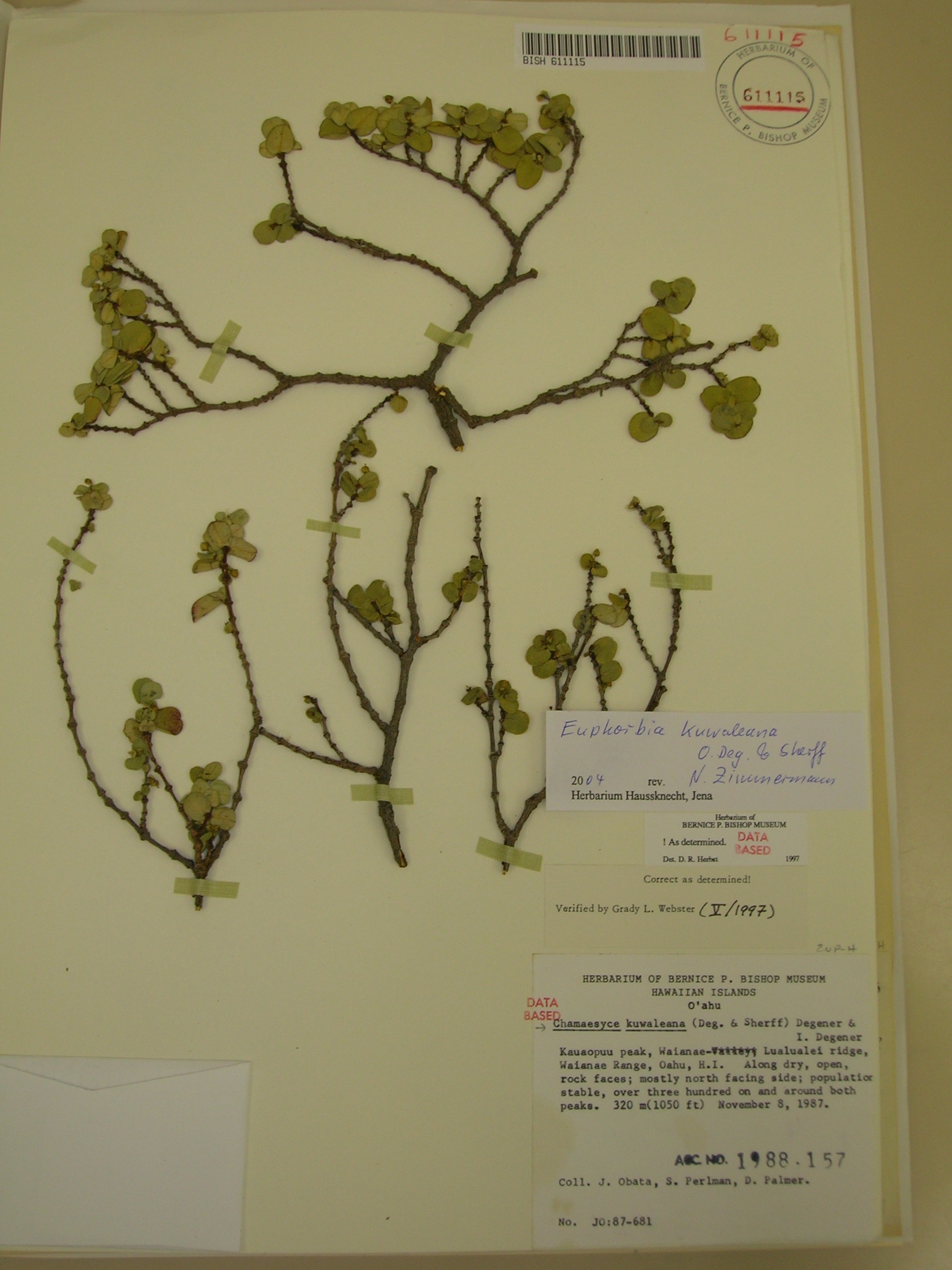
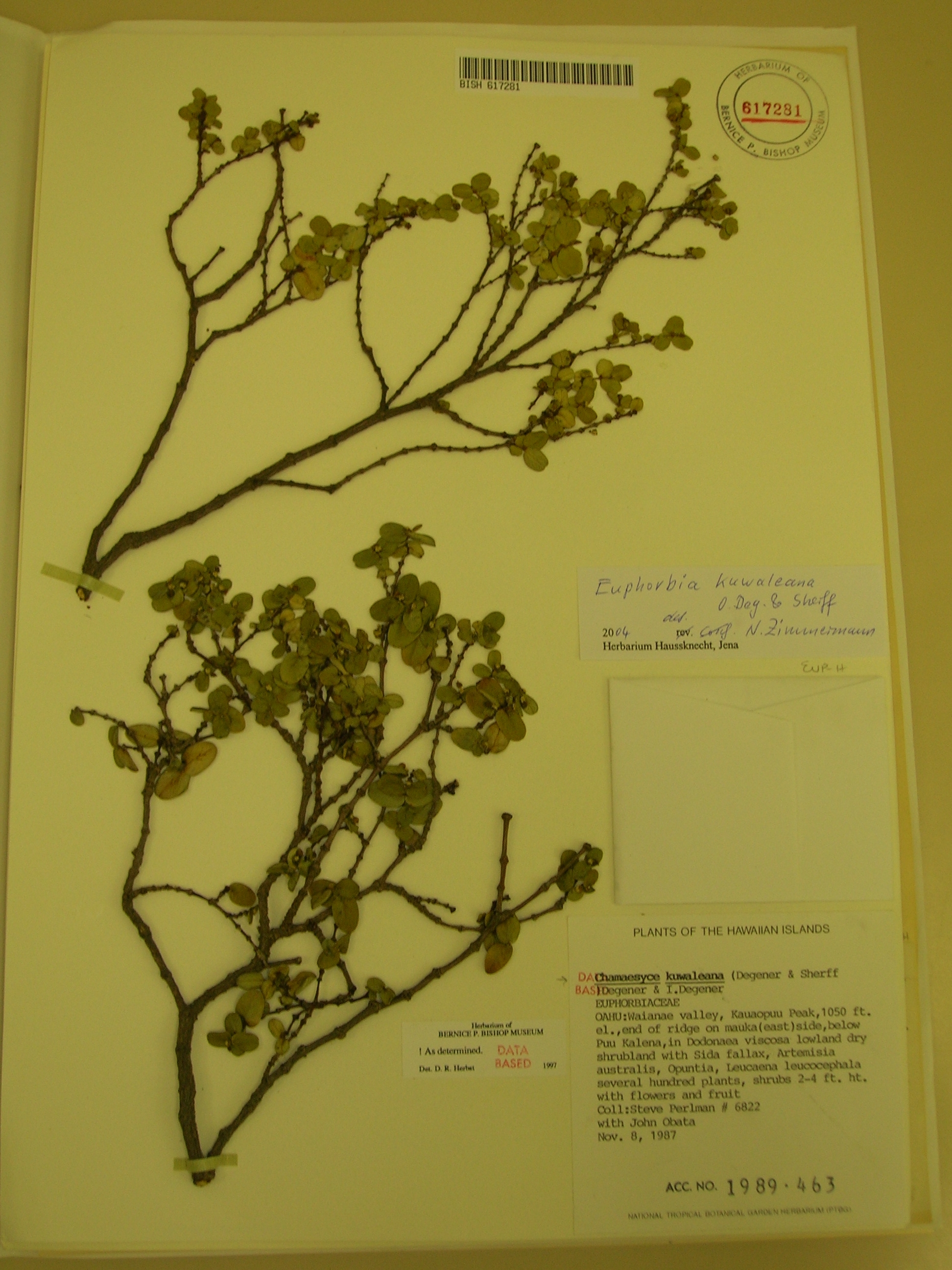